# District de Tano
Le district de Tano (多野郡, Tano-gun) est un district situé dans la préfecture de Gunma, au Japon.

## Géographie

### Démographie
Au 1er janvier 2014, la population du district de Tano était de 3 358 habitants répartis sur une superficie de 296,55 km2.

### Divisions administratives
Le district de Tano est constitué du bourg de Kanna et du village d'Ueno.